# Дунаєвецька міська територіальна громада
Дунаєвецька міська територіальна громада — територіальна громада в Україні, в Кам'янець-Подільському районі Хмельницької області. Адміністративний центр — місто Дунаївці.
Площа громади — 669,13 км², населення — 37 281 мешканець (2018).
Утворена 13 серпня 2015 року шляхом об'єднання Дунаєвецької міської ради та Великожванчицької, Великокужелівської, Великопобіянської, Вихрівської, Воробіївської, Ганнівської, Гірчичнянської, Голозубинецької, Гуто-Яцьковецької, Дем'янковецької, Держанівської, Залісцівської, Зеленченської, Іванковецької, Лисецької, Малокужелівської, Малопобіянської, Миньковецької, Нестеровецької, Рахнівської, Рачинецької, Сиворогівської, Січинецької, Сокілецької, Чаньківської сільських рад Дунаєвецького району.

## Населені пункти
У складі громади 51 населений пункт — 1 місто і 50 сіл, що входять до 27 старостинських округів:
| Населений пункт        | Старостинський округ | Населення (2015) |
| ---------------------- | -------------------- | ---------------- |
| Дунаївці               | центр ТГ             | 16260            |
| Залісці                | Залісцівський        | 1253             |
| Великий Жванчик        | Великожванчицький    | 1216             |
| Нестерівці             | Нестеровецький       | 1208             |
| Зеленче                | Зеленченський        | 1163             |
| Чаньків                | Чаньківський         | 1152             |
| Велика Побійна         | Великопобіянський    | 1031             |
| Січинці                | Січинецький          | 970              |
| Голозубинці            | Голозубинецький      | 920              |
| Миньківці              | Миньковецький        | 905              |
| Лисець                 | Лисецький            | 850              |
| Мушкутинці             | Мушкутинецький       | 849              |
| Воробіївка             | Воробіївський        | 819              |
| Заставля               | Заставський          | 739              |
| Рахнівка               | Рахнівський          | 726              |
| Ганнівка               | Ганнівський          | 650              |
| Гірчична               | Гірчичнянський       | 626              |
| Іванківці              | Іванковецький        | 623              |
| Велика Кужелева        | Великокужелівський   | 606              |
| Рачинці                | Рачинецький          | 600              |
| Дем'янківці            | Дем'янковецький      | 524              |
| Сокілець               | Сокілецький          | 515              |
| Вихрівка               | Вихрівський          | 468              |
| Кривчик                | Рахнівський          | 412              |
| Мала Кужелівка         | Малокужелівський     | 390              |
| Мала Побіянка          | Малопобіянський      | 387              |
| Пільний Мукарів        | Вихрівський          | 387              |
| Панасівка              | Січинецький          | 380              |
| Держанівка             | Держанівський        | 329              |
| Сивороги               | Сиворогівський       | 312              |
| Гута-Яцьковецька       | Гутояцьковецький     | 297              |
| Синяківці              | Малокужелівський     | 219              |
| Соснівка               | Сиворогівський       | 164              |
| Катеринівка            | Миньковецький        | 155              |
| Яцьківці               | Гутояцьковецький     | 147              |
| Слобідка-Гірчичнянська | Іванковецький        | 127              |
| Дубинка                | Рахнівський          | 124              |
| Степок                 | Зеленченський        | 121              |
| Городиська             | Миньковецький        | 120              |
| Антонівка              | Держанівський        | 119              |
| Притулівка             | Малопобіянський      | 113              |
| Руда-Гірчичнянська     | Малокужелівський     | 110              |
| Чимбарівка             | Великожванчицький    | 108              |
| Малий Жванчик          | Великожванчицький    | 102              |
| Ксаверівка             | Гутояцьковецький     | 101              |
| Млаки                  | Гутояцьковецький     | 68               |
| Ліпини                 | Великожванчицький    | 64               |
| Трибухівка             | Великожванчицький    | 30               |
| Заголосна              | Малопобіянський      | 28               |
| Ярова Слобідка         | Малокужелівський     | 28               |
| Гута-Блищанівська      | Гутояцьковецький     | 5                |